# الحمدة (صرواح)

تعديل مصدري - تعديل

الحمدة هي إحدى قرى عزلة المحجزة بمديرية صرواح التابعة لمحافظة مأرب، بلغ تعداد سكانها 283 نسمة حسب تعداد اليمن لعام 2004.